# Крепость Эфенбург

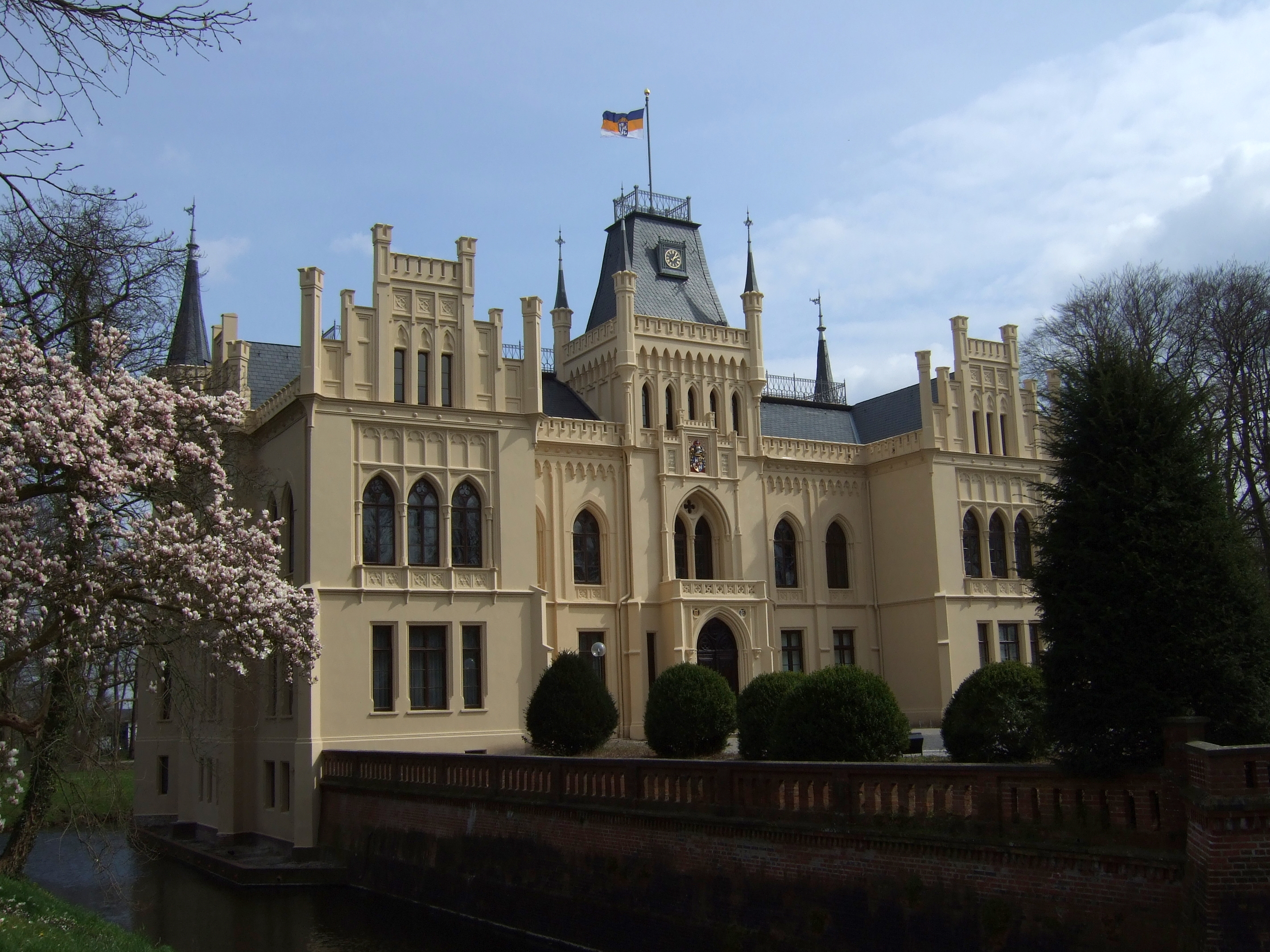
Крепость Эфенбург

Эфенбург — замок на воде, который располагается в деревне Лога на севере Германии, недалеко от реки Леда.

## История
Крепость была возведена в период между 1642 и 1650 годами по заказу голландского полководца по имени Эрхард Райксфрайгерр фон Эрентройтер. Он назвал замок в честь его жены Евы, на которой он женился в 1631 году.

## Архитектура
Крепость Эфенбург представляет из себя здание, которое стало одним из самых ранних примеров классической архитектуры в голландском стиле. В 1861 году, крепость нуждалась в экстренном ремонте, постройка была практически разрушена.
Во время Второй мировой войны (1939—1945) замок также был сильно поврежден. Во время ремонта отдельные части крыши крепости не удалось восстановить.
После обширных ремонтных работ, в крепости Эфенбург располагается множество различных учреждений, такие как Восточная Академия Западной Фризии.
В 2006 году крепости вернули первоначальный дизайн. Крыша и многие детали интерьера были восстановлены. С января 2007 года проводятся экскурсии по замку.